# Brahmsee
Der Brahmsee ist ein typischer Flachland- oder auch Tieflandsee im Zentrum von Schleswig-Holstein. Er befindet sich ca. 20 km südwestlich der Landeshauptstadt Kiel im Naturpark Westensee, ist ca. 1 km² groß und bis zu 10,4 m tief. Direkt am östlichen Ufer des Sees liegt die Gemeinde Langwedel, am südwestlichen Ufer die Gemeinde Eisendorf. Sowohl in Eisendorf als auch in Langwedel gibt es Badestellen.

## Beschreibung
In seinem westlichen Teil geht der See in den Wardersee über. In Orientierung an der WRRL handelt es sich um einen kalkreichen, ungeschichteten See mit großem Einzugsgebiet (Typ 11).

## Entstehung
Bei dem See handelt es sich um einen eiszeitlichen Rinnensee, der auf die Weichseleiszeit zurückgeht. Er ist mit dem Pohlsee im Norden und dem Borgdorfer See im Süden Bestandteil einer sogenannten glazialen Rinne.

## Name
Der Name des Sees geht auf eine niederdeutsche Flurbezeichnung und dabei auf den in früheren Zeiten für die Heidelandschaft prägenden Ginster (niederdeutsch: Bram) zurück. 

## Nutzung
Der See gehört zum Naturpark Westensee, einem Landschaftsbereich, der im Landschaftsplan von Schleswig-Holstein vor allem zur Erholungsnutzung ausgewiesen wird. An den Seeufern befinden sich daher viele Ferienhäuser, Camping- und Zeltplätze und das 1921 gegründete Waldheim am Brahmsee, welches seit 1. Juli 2023 unter neuer Trägerschaft als Jugendherberge Brahmsee geführt wird. Bis in die 1990er Jahre wurde der See gewerblich befischt. Heute wird er lediglich als Angelgewässer von Freizeitanglern genutzt. Bekannt wurde der Brahmsee durch den ehemaligen Bundeskanzler Helmut Schmidt, der in sein dortiges Wochenendhaus am deshalb scherzhaft so genannten „Lago di Sozi“ viele Gäste aus internationaler Politik und Wirtschaft eingeladen hat. Auch der Komponist Bert Kaempfert besaß ein Haus am Brahmsee, in das er sich regelmäßig zum Arbeiten zurückzog.
Der See befindet sich im Privateigentum. Ein Befahren und Beangeln ist nur den Anliegern gestattet, die eine Erlaubnis des Eigentümers käuflich erworben haben.